# Тейшейра, Амадеу
Амадеу Тейшейра (порт.-браз. Amadeu Teixeira; 30 июня 1926, Амазонас — 7 ноября 2017, Манаус) — бразильский футбольный тренер, на протяжении 53 лет являвшийся наставником команды «Америка» из Манауса. Известен как тренер, наиболее долгое время возглавлявший один клуб — 53 года.

## Биография
Родился 30 июня 1926 года в штате Амазонас. Позже проживал в Манаусе. На профессиональном уровне в футбол не играл. В августе 1939 года стал одним из основателей городского футбольного клуба «Америка». Первоначально работал физиотерапевтом и массажистом, а в 1955 году возглавил команду в качестве наставника. Тейшейра оставался главным тренером коллектива в течение 53 лет, уйдя в отставку в 2008 году.
Под руководством специалиста команда в 1994 году сумела стать победителем первенства штата. Представители Книги рекордов Гиннесса официально признали Тейшейру тренером, дольше всех в мире проработавшим с одним футбольным клубом.

## Смерть
В последние годы здоровье Тейшейры начало сильно ухудшаться, он испытывал серьёзные проблемы со слухом и речью. 7 ноября 2017 года он скончался в Манаусе в возрасте 91 года от полиорганной недостаточности.